# Gastroboletus citrinobrunneus
Gastroboletus citrinobrunneus är en svampart som beskrevs av Thiers 1979. Gastroboletus citrinobrunneus ingår i släktet Gastroboletus och familjen Boletaceae.   Inga underarter finns listade i Catalogue of Life.